# Tomoxia inclusa
Tomoxia inclusa är en skalbaggsart som beskrevs av Leconte 1862. Tomoxia inclusa ingår i släktet Tomoxia och familjen tornbaggar. Inga underarter finns listade i Catalogue of Life.